# ボナ (宇宙少女)
ボナ（朝: 보나、1995年8月19日 - ）は、韓国の歌手、女優。ガールズグループ宇宙少女のメンバー。STARSHIPエンターテインメント所属。本名はキム・ジヨン（朝: 김 지연）。

## 来歴

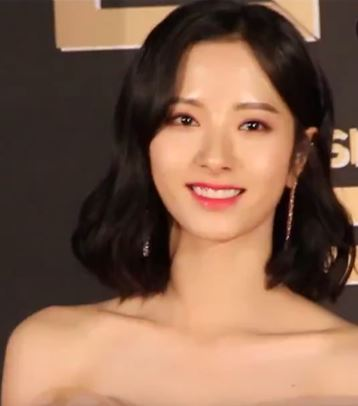
『2017 KBS演技大賞』でのボナ

2017年6月〜7月まで、KBS2芸能ドラマ『最高の一発〜時空（とき）を超えて〜』に芸能事務所「スターパンチ」の練習生ド・ヘリ役で出演し、同年9月から10月までKBS2月火ドラマ『キミに猛ダッシュ〜恋のゆくえは?〜』のおもちゃ工場を営む家の次女イ・ジョンヒ役で出演した。
2018年、KBS2ドラマ『ラジオロマンス〜愛のリクエスト〜』にジェイ役で特別出演し、同年7月放送開始の同名ウェブ漫画を原作にしたKBS2水木ドラマ『私の彼はエプロン男子〜Dear My Housekeeper〜』で広告会社のインターン、イム・ダヨン役を演じた。
2020年のKBS2週末ドラマ『人生最高の贈り物 〜ようこそ、サムグァンハウスへ〜』でイ・ヘドゥン役を務めた。
2022年放送のtvN週末ドラマ『二十五、二十一』では、主人公ナ・ヒドのライバルでフェンシング選手のコ・ユリム役を好演し、その高い演技力に国内外から大きな反響を得た。
MBCの新ドラマ『朝鮮弁護士』に、ヒロインのイ・ヨンジュ役で出演する事が決定している。

## 出演

### テレビドラマ
- 最高の一発〜時空（とき）を超えて〜（2017年、KBS2） - ド・ヘリ 役
- キミに猛ダッシュ〜恋のゆくえは?〜（朝鮮語版）（2017年、KBS2） - イ・ジョンヒ 役
- ラジオロマンス〜愛のリクエスト〜（2018年、KBS2） - ジェイ 役 ※第5話のみ特別出演
- 私の彼はエプロン男子〜Dear My Housekeeper〜（2018年、KBS2） - イム・ダヨン 役
- 人生最高の贈り物 〜ようこそ、サムグァンハウスへ〜（2020年、KBS2） - イ・ヘドゥン 役
- 二十五、二十一（2022年、tvN） - コ・ユリム 役
- 朝鮮弁護士（2023年、MBC） - イ・ヨンジュ 役[6]

### 音楽番組
- M COUNTDOWN（2017年7月27日・2018年10月18日・2019年2月14日、Mnet） - スペシャルMC
- ミュージックバンク（2018年10月5日、KBS2） - スペシャルMC

### CM・広告
- the SEAM International（朝鮮語版）「the SEAM ダーマ プラン」（2018年）
- Greencar（朝鮮語版）「Greencar」（2021年） - ヨ・ジングと共演
- ソウル牛乳「ビヨット（朝鮮語版）」（2022年）[7]

### ミュージックビデオ
- K.Will「My Star」（2018年）

### 広報大使
- 第21回ソウル国際マンガ・アニメーション映画祭（2017年）

## 受賞歴
- 2019 大韓民国ファーストブランド大賞 - 女性演技ドル部門（2018年）
- 2020 KBS演技大賞 - 女性新人賞（2020年、『人生最高の贈り物 〜ようこそ、サムグァンハウスへ〜』）
- 2022 コリアドラマアワーズ - 女性新人賞（2022年、『二十五、二十一』）[8]